# Новоегорлыкское сельское поселение
Новоегорлыкское сельское поселение — муниципальное образование в Сальском районе Ростовской области.
Административный центр поселения — село Новый Егорлык.

## Состав сельского поселения
| № | Населённый пункт | Тип населённого пункта       | Население |
| - | ---------------- | ---------------------------- | --------- |
| 1 | Новый Егорлык    | село, административный центр | ↘3261     |
| 2 | Романовка        | село                         | 1039      |

## Население
| 2010  | 2012  | 2013  | 2014  | 2015  | 2016  | 2017  |
| ----- | ----- | ----- | ----- | ----- | ----- | ----- |
| 4300  | ↘4210 | ↘4178 | ↘4118 | ↘4104 | ↘4084 | ↘3985 |
| 2018  | 2019  | 2020  | 2021  |       |       |       |
| ↘3963 | ↘3906 | ↘3843 | ↘3797 |       |       |       |